# Llista de personatges de Death Note
Aquesta és la llista de personatges de Death Note, manga concebut i escrit per Tsugumi Ōba i dissenyat per Takeshi Obata. Els mateixos personatges també apareixen a les sèries de televisió d'anime i altres obres derivades.

## Personatges principals

### Light Yagami
Veu: Mamoru Miyano  (japonès), Sergio Zamora (català)
Light Yagami (夜神, Yagami Raito) és el protagonista de Death Note, un estudiant model que porta una vida tranquil·la però avorrida. Quan troba el Death Note, deixat caure a la Terra per Ryuk, un déu de la mort, decideix utilitzar-lo per matar criminals amb l'objectiu utòpic de purificar el món i convertir-se en el seu nou Déu: a partir d'ara es transforma en "Kira", assassí despietat dels jutjats indignes, així com l'enemic jurat de L. Sis anys després del descobriment del Death Note, Near el desemmascararà, i immediatament després, a prop de la mort, serà assassinat per Ryuk, que escriurà el seu nom al Death Note.

### L

Logotip de L, utilitzat per a les seves aparicions a l'ordinador

Veu: Kappei Yamaguchi  (japonès), Roger Pera (català)
L (L, Eru), el nom real és L Lawliet (エル ローライト, Eru Rōraito), és un famós detectiu privat del qual ningú coneixia la seva veritable identitat a excepció del seu assistent, Watari. És conegut mundialment per desxifrar casos complicats, ja que és una persona extremadament intel·ligent i un gran sentit de deducció. Famós pel seu físic excepcional de cabells llargs negres caiguts i la seva camisa blanca amb pantalons texans. Sempre li agrada encorbar-se i presenta certa obsessió pels dolços.

### Misa Amane
Veu: Aya Hirano  (japonès), Núria Trifol i Segarra (català)
Misa Amane (弥 海砂, Amane Missa) és una famosa ídol del Japó que també és posseïdora d'una Death Note. La Misa s'obsessiona amb en Kira després d'haver matat l'assassí dels seus pares, pel que ella es dedica a ajudar en Light, fent-se passar pel «segon Kira». La Misa s'enamora profundament d'en Light, deixant-se manipular fàcilment per ell, que només la fa servir per aconseguir els seus objectius. Es una noia de cabells llargs rossos i sempre porta dues cues altes. Un personatge fàcil d'enganyar i poc intel·ligent.

### Near
Veu: Noriko Hidaka  (japonès), Albert Trifol Segarra (català)
Near (ニア, Nia), el nom real és Nate River (ネイトリバー, Neito Ribā), un adolescent de cabells blanc i estatura mitjana que sempre s'encorba com L i és un addicte als jocs de taula i als daus, també a tocar-se freqüentment el cabell. Sempre se'l veu vestir de blanc. És un dels nois superdotats de l'orfenat Wammy's House i el primer en la línia de successió de l'L. En ser informat de la mort de l'L, ofereix a Mello atrapar en Kira junts, però ell ho rebutja. Més tard, amb ajuda del govern, crea l'SPK, una organització fundada amb l'únic objectiu de capturar en Kira, aconseguint descobrir en Light. Segons en Near, ni ell ni en Mello estan al nivell de l'L, però junts són igual d'intel·ligents que l'L, o fins i tot, el superen.

### Mello
Veu: Nozomu Sasaki  (japonès), Manuel Gimeno (català)
Mello (メロ, Mero), el nom real és Mihael Keehl (ミハエル・ケール, Mihaeru Kēru) va créixer i va viure fins als 15 anys a Wammy's House. A l'interior de l'institut només va ser segon per Near amb qui, precisament per això, havia establert una relació d'eterna rivalitat. Va ser el segon candidat més acreditat per convertir-se en el successor de L, a causa de la seva impulsivitat que l'empeny a perseguir els seus propis objectius en solitari només per desafiar a Near. Després d'aliar-se amb la màfia, continua la investigació amb l'ajuda del seu amic Matt. Va morir amb el seu amic el 26 de gener de 2010, assassinat per Kiyomi Takada, a qui havia segrestat poc abans.

## Déus de la mort
Déus de la mort (死神, shinigami) també coneguts com a Shinigami, són els veritables amos de les Death Note, viuen en un món esteril i desert on passen la major part del seu temps apostant. Son capaços de robar els anys de vida de la persona que trien assassinar i poden conèixer el veritable nom i temps de vida de les seves víctimes amb els seus ulls de shinigami, habilitat que poden transferir als usuaris de la Death Note a canvi de la meitat del temps de vida restant. Malgrat que poden estendre els seus anys, els shinigami no són immortals, sent capaços de morir de tres formes: per fallar a estendre el seu temps de vida en no escriure noms en el seu Death Note, usar el seu Death Note per salvar la vida d'un ésser humà o fer una ofensa extrema que sigui castigada amb la pena de mort. D'acord a Ryuk, quan un Death Note cau en possessió d'un ésser humà el shinigami és obligat a acompanyar el propietari en allò que li queda de vida o fins que aquest renunciï a la propietat d'aquesta.

### Ryuk
Veu: Shidō Nakamura  (japonès), Jordi Varela (català), Brian Drummond (anglès)
Ryuk (リューク, Ryūku) és el déu de la mort qui deixa caure el Death Note que recull Light Yagami. És Ryuk qui, per passar el temps, comença la història. Neutral per naturalesa, Ryuk sovint es nega a ajudar en Light i, en canvi, gaudeix veient-lo lluitar per assolir els seus objectius. Cal tenir en compte que en Ryuk no és amic de la Light: actua únicament pel seu propi interès i diversió personal, i sovint no dona a Light detalls clau sobre el Death Note. És particularment cobdiciós de les pomes terrestres, de fet n'és tan addicte que l'abstinència l'obliga a comportaments estranys com girar-se o posar-se dret.

### Rem
Veu: Kimiko Saitō  (japonès), Azucena Díaz (català)
Rem (レム, Remu) és la deessa de la mort que primer lliura el Death Note a Misa, amb qui també intercanvia ulls. Com Ryuk, Rem posseeix dos Death Notes; tanmateix, voluntàriament en dona un a Misa Amane. Rem hereta el segon quadern de Gelas, un déu de la mort que es va sacrificar per salvar la Misa, a qui el lliura, considerant que és l'acció correcta. Al final, en Rem, a més de la llibreta, també hereta l'amor de Gelas per la noia. Mor polveritzada immediatament després de matar Watari i L amb el Death Note.

### Shidoh
Veu: Kazuki Yao  (japonès), Ramón Hernández (català)
Shidoh (シドウ, Shidou) és un déu de la mort que va venir a la Terra per recuperar el Death Note que Ryuk li va robar. Després de descobrir on és el seu quadern, Shidoh es manifesta en el món dels humans, disposat també a revelar els secrets del Death Note per tal de recuperar-lo. Infame entre els altres déus de la mort per la seva estupidesa, Shidoh està a l'altura de la seva fama. Sembla que li agrada Mello, de fet comparteix amb ell la passió per la xocolata. A més, és ell qui revela a Mello que algunes de les regles escrites al Death Note, inclosa la dels 13 dies, són falses, afegides més endavant.

### Gelus
Veu: Ken'ichi Matsuyama  (japonès), Marc Gómez (català)
Gelus (ジェラス, Jerasu, Jealous) només apareix en un flashback del volum 4, durant un discurs de Rem. En el flashback, es veu a Gelas vigilant una Misa més jove que la de la història. Enamorat d'ella, el déu de la mort, veient Misa en perill, decideix utilitzar el seu Death Note per matar el potencial assassí de la noia (en realitat és un admirador fanàtic de la noia); immediatament després d'escriure el nom, Gelas mor convertint-se en un munt de sorra i rovell, ja que els déus de la mort tenen la tasca d'acabar amb la vida dels éssers humans i no de allargar-la. Takeshi Obata explica que volia dibuixar un déu de la mort diferent dels altres. Gelas és, de fet, l'únic entre els déus de la mort que no té un aspecte dolent, però vist més com un ésser petit que indueix pietat.

### Armonia Jastin Beyondllemason
Veu: Hideyuki Umezu  (japonès), Joan Gibert (català)
Armonia Jastin Beyondllemason (アラモニア・ジャスティン・ビヨンドルメーソン, Aramonia Jasutin Biyondorumēson) és un déu de la mort que només apareix breument al volum 8, proporcionant a Shidoh un pergamí amb les diferents regles que regeixen els contactes entre els déus de la mort i els humans. Ell és qui informa a Shidoh com recuperar la llibreta que li va robar Ryuk, i Shidoh utilitza la informació obtinguda de Jastin per recuperar la seva llibreta. És famós entre els déus de la mort per ser un veritable coneixedor de les regles del seu món i dels seus quaderns. Fins i tot el rei dels déus de la mort no coneix les regles com ell.

### Gran rei dels déus de la mort
Gran Rei dels Déus de la Mort (死神大王, Shinigami Daiō) també conegut com a Rei de la Mort, és el líder de tots els déus de la mort i el rei del seu regne. Segons Rem, és molt difícil enganyar-lo, però Ryuk ho va aconseguir. El rei es presenta al capítol 109, és un ésser gegantí penjat a l'aire amb cadenes. Té un crani per cap, al voltant del qual hi ha altres calaveres petites que l'envolten. Té quatre braços amb tres dits cadascun. És ell qui crea els Death Notes, encara que no se sap com, així com qui els regala als altres déus de la mort. Com que és ell qui crea els Death Notes i els dona als Death Gods, és l'únic que és realment immortal sense necessitat d'utilitzar un Death Note per allargar la seva vida. El xoc que va tenir lloc al món dels humans, a mans de Light i L sembla que fins i tot li va cridar l'atenció.

## Grup d'Investigació Japonesa
Un grup d'agents de policia japonesos buscant Kira. Estan dirigits per L. De tots els policies que es van fer càrrec del cas Kira al començament de la investigació, són els únics que queden i tots estan disposats a sacrificar la seva vida per jutjar Kira, mentre que els altres s'han donat per vençuts perquè tenen por. per un cas tan particular.

### Soichiro Yagami
Veu: Naoya Uchida  (japonès), Joan Carles Gustems (català)
Soichiro Yagami (夜神総一郎, Yagami Sōichirō) és el pare de Light i l'oficial de policia que inicialment lidera l'equip d'investigació del cas Kira. És un home passat de moda amb un fort sentit moral. Es preocupa molt per la seva família per la qual sacrificaria la seva vida. Té una gran fe en el seu fill, i quan Elle revela que té sospites sobre Light, es nega a creure que el seu fill podria ser Kira. Inicialment se'l representa com un home amb cos, però amb el pas del temps a causa de l'estrès s'aprima gradualment i el seu cabell negre es torna en part blanc. El punt de partida per al desenvolupament del seu personatge el va resumir Oba com "un policia honest amb un fort sentit de la justícia", de manera que els lectors "sentirien compassió per tot el que s'enfronta". Obata el va retratar com "un detectiu estereotipat", conservant el concepte preliminar de bigoti i ulleres d'Oba. Tant l'escriptor com l'artista el consideren el personatge més pur de la sèrie.
Yagami és un detectiu i superintendent de la policia japonesa, i està decidit que Kira és un boig criminal i que ha de ser atrapat. Al començament del manga té els cabells negres, però a poc a poc es torna gris a causa de l'estrès d'investigar el cas Kira. De fet, col·labora amb L en la captura del perillós criminal, tot i que sap que està posant en risc la seva vida. Soichiro té un fort sentit del deure, una gran determinació i lleialtat a la llei. Té respecte i admiració per L, però creu que el seu fill és innocent, discrepant del primer. Soichiro també és el primer que ha vist el déu de la mort Ryuk després de Light i Misa. Soichiro està casat amb Sachiko i té una altra filla a més de la Light, anomenada Sayu.
Soichiro, a l'episodi 29 de l'anime, per matar en Mello i salvar la seva filla, intercanvia ulls amb Ryuk, però no té el coratge d'escriure el nom de Mello al Death Note. Això dona temps a un dels secuaces de Mello per disparar-lo, noquejar-lo i deixar-lo escapar, fent volar la base: Soichiro mor poc després en un hospital. Just abans de morir, però, té temps per dir que la Llum no és Kira, ja que té els ulls del déu de la mort i, si la Llum fos Kira, no podria veure la seva vida. De fet, Light acaba de renunciar a la possessió del Death Note a propòsit i aquesta és l'única raó per la qual el seu pare pot veure la seva vida. Més tard Ryuk comenta la seva mort dient que qui utilitza el Death Note està condemnat a la infelicitat i, per tant, Soichiro, que al final es va negar a matar Mello utilitzant la llibreta, devia ser feliç en el moment de la mort, perquè s'havia enganyat fins al final, aquella Llum no era Kira.

### Tota Matsuda
Veu: Ryo Naitou  (japonès), Masumi Mutsuda (català)
Tota Matsuda (松田桃太, Matsuda Tōta) és el membre més obert i ingenu de l'equip d'investigació. Encara que també és un acèrrim oponent de Kira, és l'únic membre del personal que admet els efectes positius de les accions de Kira al món. També és el membre que Light és capaç de manipular més fàcilment, aconseguint guanyar-se la seva total confiança. Sembla atret per Sayu, la germana de Light.
Al principi de la història és l'assistent de Soichiro Yagami, el pare de Light Yagami. Durant la història treballa com a gerent de Misa Amane i durant el seu treball descobreix que Yotsuba està implicat en el cas Kira. Per no ser assassinat, ha de fingir la seva mort i arrisca la seva vida declarant en directe durant un programa de Sakura TV que coneix la identitat de l'assassí; fer-ho atrau l'assassí a una trampa. En l'últim episodi Matsuda és l'únic a disparar en Light, esclatant a plorar pel seu vil doble tracte i traïció, així com per la seva insensibilitat davant la mort del seu pare. Tota Matsuda sovint es coneix com un idiota pel seu comportament de vegades infantil. Els seus companys també l'anomenen un tonto. No obstant això, té un gran esperit de sacrifici i la majoria de les vegades s'ofereix voluntari per a missions perilloses. Tanmateix, troba una redempció total al final de la història quan, disparant a Light, s'anticipa evitant que aquest utilitzi els fragments de llibreta que amagava al rellotge, evitant així l'eliminació de Near.

### Shuichi Aizawa
Veu: Keiji Fujiwara  (japonès), Jaume Aguiló (català)
Shuichi Aizawa (相沢周市, Aizawa Shūichi) és el membre més diligent de l'equip d'investigació de Kira, cosa que de vegades el fa dubtar de seguir a L donades les seves maneres "no convencionals". Deixa el grup d'investigació a l'episodi 18 de l'anime, enfadat per un truc que li va establir L per provar la seva lleialtat al cas Kira. No obstant això, continua cooperant amb el grup a través de la policia, fent una contribució important a la captura d'Higuchi. Després de la mort de L comença a sospitar de Light Yagami i de la seva innocència, fins al punt de col·laborar amb Near per verificar les seves hipòtesis.

### Kanzo Mogi
Veu: Kazuya Nakai  (japonès), Luis Grau (català)
Kanzo Mogi (模木完造, Mogi Kanzō) és un dels membres més treballadors i taciturns de l'equip d'investigació. Alt i corpulent, la majoria de vegades roman en silenci, fins al punt que gairebé no es nota la seva presència. Recolliu dades de manera ràpida i precisa. També demostra ser un excel·lent actor, simulant perfectament l'agitació i el bon humor si cal, trets totalment aliens al seu comportament habitual.

### Hirokazu Ukita
Veu: Hidenobu Kiuchi  (japonès), Marc Gómez (català)
Hirokazu Ukita (宇生田 広数, Ukita Hirokazu) és un dels membres del grup d'investigació, que s'hi va unir decidit a capturar Kira, fins i tot entrant en contacte directe amb L. És especialment amic d'Aizawa. Quan Misa Amane (la segona Kira) emet un missatge a Sakura TV afirmant que era Kira, Ukita es precipita imprudentment a l'estació per aturar l'emissió, sense avisar el seu equip. Com que la Misa té els ulls del déu de la mort, el mata tan bon punt s'acosta a la porta i està a punt de disparar.

### Hideki Ide
Veu: Hideo Ishikawa  (japonès), Jordi Salas (català)
Hideki Ide (伊出 英基, Ide Hideki) és un dels membres del grup d'investigació i inicialment abandona el grup perquè no accepta els mètodes de L; tornarà més tard per ajudar els seus companys. És l'únic a qui l'Aizawa confia les seves sospites sobre Kira.

## Equip d'investigació internacional

### Watari
Veu: Kiyoshi Kobayashi  (japonès), Félix Benito (català)
Watari (ワタリ, Watari), el nom real del qual és Quillsh Wammy (キルシュ・ワイミー, Kirushu Waimī) és un home gran que és l'ajudant de L. S'encarrega de la logística de l'equip d'investigació. També és el fundador d'un institut de nens prodigis i de diversos orfenats pagats amb els diners obtinguts dels seus invents, en els quals cria nens amb extraordinàries dotes intel·lectuals, per tal de formar superdetectives capaços de resoldre qualsevol tipus de cas. És assassinat, just abans de L, per Rem (instigat astutamente per Light, per evitar la captura de Misa). No obstant això, abans de morir, aconsegueix esborrar tots els arxius del cas Kira, tal com va ordenar el mateix L.

### Raye Penber
Veu: Hideo Ishikawa  (japonès), Manel Gimeno (català)
Raye Penber (レイ・ペンバー, Rei Penbā) és un agent de l'FBI enviat al Japó per investigar la Kira. Una de les missions de Penber és seguir els familiars dels agents de policia per esbrinar si Kira realment s'amaga entre ells. Gràcies a una enginyosa estratagema de Kira, serà assassinat tan bon punt surti del metro, només després de descobrir els noms dels altres agents de l'FBI i escriure'ls en una pàgina del Death Note.

### Naomi Misora
Veu: Naoko Matsui  (japonès), Elisa Beuter (català)
Naomi Misora (南空ナオミ, Misora Naomi) és un antic agent de l'FBI i núvia de Raye Penber. Tenint encara una certa deformació professional, s'inclina molt a formular hipòtesis i sospitar dels poders de Kira, fins al punt de sentir-se temptada d'investigar tot i deixar de formar part de la policia; de fet, és la primera a pensar que la Kira no mata només per una aturada cardíaca, sinó que després d'algunes dificultats en Light, considerant-la perillosa, aconsegueix que es revelin el seu nom i la fa morir per suïcidi. Tot i que el seu paper és limitat al manga, a la primera pel·lícula guanya importància fins a convertir-se en el principal antagonista de Light juntament amb L. La Naomi, com el mateix L esmenta al volum 2, va participar en una altra investigació realitzada per ell. En aquest cas, anomenat "B", Mello escriurà un llibre.

### Aiber
Veu: Takuya Kirimoto  (japonès), Jordi Salas (català)
Aiber (アイバー, Aibā), el nom real del qual és Tierry Mortello (ティエリ・モレロ, Tieri Morero), és un estafador professional que es va unir a l'equip d'investigació. Sap molts idiomes i interpreta Eraldo Coil, el segon millor detectiu del món que en realitat és un altre àlies de L, que s'amaga darrere dels tres millors detectius del planeta. Fa molt bé el paper del fals informador de Yotsuba, complint al peu de la lletra les ordres del grup d'investigació. No li agrada fer servir armes de foc. En el manga Aiber morirà de càncer a França, amb la seva família al costat del llit, potser a mans de Light. A l'anime probablement morirà d'un atac de cor, ja que quan Light escriu el seu nom al Death Note, la causa de la mort no apareix.

### Wedy
Veu: Miki Nagasawa  (japonès), Maria Rosa Guillén (català)
Wedy (ウエディ, Uedi), el nom real del qual és Merrie Kenwood (メリー・ケンウッド, Merī Ken'uddo), és una lladrera professional que es va incorporar a l'equip d'investigació amb Aiber. Pot agafar panys i desactivar càmeres amb molta facilitat. Al manga morirà en un accident de cotxe, causat pel Death Note; a l'anime morirà d'un atac de cor mentre anava amb la seva motocicleta i s'estavellarà.

### Matt
Veu: Tomohiro Nishimura  (japonès), Jordi Pineda (català)
Matt (マット, Matto), el nom real del qual és Mail Jeevas (マイル・ジーヴァス, Mairu Jīvasu) és amic de Mello que també és resident de Wammy's House a Watari. Oba el descriu com un dels orfes amb més talent de l'orfenat. Les seves habilitats d'espionatge són molt agudes. Li encanten els videojocs, dels quals sembla que no pot apartar-se ni per un moment, i odia sortir a l'aire lliure. És un àvid fumador de cigarrets. Al manga, apareix al número 10, on col·labora amb Mello. A l'anime, rarament apareix i està representat amb els cabells castanys i els ulls verds coberts per unes ulleres de color taronja, mentre que al llibre d'art la seva aparença és diferent: els seus cabells són marrons, els seus ulls són blaus i no porta ulleres. Mor a l'episodi 35 de la sèrie quan, després d'ajudar a Mello a segrestar la periodista Kiyomi Takada, serà detingut per l'escorta de la dona fidel a Kira i aclaparada de bales.

### Stephen Gevanni
Veu: Hiroki Takahashi  (japonès), Carles Lladó (català)
Stephen Gevanni (ステファン ジェバンニ, Sutefan Jebanī) és membre de l'SPK. Near l'assigna per seguir a Teru Mikami, sospitós de ser la nova Kira; gràcies als seus descobriments, permet que Near descobreixi les intencions de Light i, finalment, el descobreixi.

### Anthony Rester
Veu: Masaki Aizawa  (japonès), Enrique Hernández (català)
Anthony Rester (アンソニー・レスター, Ansonī Resutā), el nom real del qual és Anthony Carter (アンソニー・カーター, Ansonī Kātā) és el segon al comandament i l'investigador principal de l'escena del crim. Rester segueix A prop excepte en situacions d'emergència. Near confia en Rester i, de vegades, revela certa informació només a Rester. L La personalitat tranquil·la i les capacitats físiques de Rester compleixen funcions útils a l'SPK, encara que està molt per sota de Near en termes de destresa intel·lectual.

### Halle Lindner
Veu: Akeno Watanabe  (japonès), Maria Rosa Guillén (català)
Halle Lidner (ハル・リドナー, Haru Ridonā), el nom real del qual és Halle Bullook (ハル・ブロック, Haru Burokku) treballa per a Near com a part del seu equip d'investigació. Halle és un antic agent de la CIA que filtra informació a Mello per augmentar les possibilitats que Kira sigui atrapada.

## Grup Yotsuba
és un grup de vuit membres de la Yotsuba Corporation. Per ordre de Light, Rem lliura el Death Note a un d'ells. Es reuneixen setmanalment per parlar de l'assassinat d'individus clau d'empreses competidores per mantenir el domini en el sector empresarial. Tot i que s'adonen que una d'elles és Kira, no saben quina.

### Kyosuke Higuchi
Veu: Issei Futamata  (japonès), Eduard Doncos (català)
Kyosuke Higuchi (火口卿介, Higuchi Kyōsuke) és membre de la junta directiva del grup Yotsuba. Higuchi és un individu arrogant i cínic, disposat a fer qualsevol cosa per afavorir els seus propis interessos personals i, tot i que de vegades defineix qüestions com l'estatus social i la riquesa privada com a "tonteria", en realitat té moltes ambicions per aquests factors. És capturat després d'admetre que és Kira, empès per Misa Amane, de qui estava enamorat. És assassinat per Light a través del Death Note poc després de ser capturat.

### Reiji Namikawa
Reiji Namikawa (奈南川 零司, Namikawa Reiji) és el vicepresident de vendes i el membre més jove dels vuit. Inicialment anima la Yotsuba Kira. Després de rebre una trucada telefònica de Light, deixa de participar i observa l'escenari. Es descriu com el més talentós dels membres de la junta que té el potencial d'arribar al cim sense Kira, i que detesta els subordinats inútils.

## Aliats de Light/Kira

### Kiyomi Takada
Veu: Maaya Sakamoto  (japonès), Cristal Barreyro (català)
Kiyomi Takada (高田 清美, Takada Kiyomi) era la noia més popular de la universitat amb la qual va sortir amb Light, de qui estava enamorat. Després de la universitat, la noia va començar la seva carrera com a periodista fins que es va convertir en una cara tan coneguda que va ser escollida per Teru Mikami (que en aquell moment va fer el paper de Kira en lloc de Light) com a portaveu. La dona no té cap dificultat per acceptar el paper, no només per l'amenaça constant de mort de Kira, sinó també perquè comparteix els seus ideals. Aviat el terror de Kira porta el món a venerar-la com a herald, convertint-la en un personatge poderós i temut, ja que és ella qui lliura a Kira els noms dels criminals per ser castigats amb la mort que li han enviat des d'arreu del món. Mentrestant, Light s'acosta a ella, que la utilitza per posar-se en contacte amb la nova Kira; el jove, jugant hàbilment amb els seus sentiments, aconsegueix fer-la caure als seus peus, garantint-li una fidelitat total. Durant una de les seves reunions, li revela que ell és Kira i telefona a la segona Kira, és a dir, Teru Mikami, que va dur a terme els assassinats mentre l'original era vigilat per la seu japonesa. El triangle amorós Light-Misa-Kiyomi està lluny d'haver-se resolt i això donarà lloc a una sèrie de baralles entre les noies, encara que Light no sembli realment interessat en cap d'elles i, de fet, les utilitza ambdues per als seus propis propòsits.
Uns dies més tard, Takada rep l'ordre de substituir a Mikami com a assassí, en compliment del pla de la segona L per desenmascarar a Near, però de sobte és segrestada per Mello, que tanmateix es deixa reconèixer i matar pel periodista, que amagava una pàgina de la llibreta al sostenidor. Tot i que Takada aconsegueix implementar totes les mesures d'emergència suggerides per Light per a aquests casos, ell la condemna sense pietat a suïcidar-se incendiant-se escrivint el nom de la noia en un tros de la llibreta, eliminant així l'evidència dels seus contactes amb Kira: "Kiyomi Takada, et suïcidaràs i cremaràs el paper a la mà, finalment prendràs foc a tot el que estàs a prop". Serà precisament la seva mort la que farà que Light sigui desemmascarat per Near: de fet, el segrest de Takada empeny Mikami, convençut que Light no pot actuar actualment, a anar al banc a recollir la llibreta (que permet a Near entendre que el una utilitzada per Mikami fins ara era falsa i que en realitat va ser Takada qui va escriure els noms) i va condemnar Takada a mort de la mateixa manera que va decidir Light, però fixant el moment de la mort un minut després de l'establert per Light, que és per què cap dels dos nota la iniciativa de l'altre.

### Teru Mikami
Veu: Masaya Matsukaze  (japonès), Jordi Hurtado (català)
Teru Mikami (魅上 照, Mikami Teru) és un fiscal penal, un fanàtic partidari de Kira i el quart Kira. Quan Light necessita un nou proxy Kira per ocultar la seva identitat, Mikami és seleccionat com el nou Kira per Light, basant-se purament en la seva intuïció. Des de la infància, Mikami ha tingut un fort sentit de la justícia, però les seves opinions s'han deformat a causa d'anys d'assetjament i trauma En Mikami vol castigar els que considera malvats: que, per a consternació de Light, inclou persones improductives i criminals reformats i adora a Kira com un déu. En Mikami murmura la paraula "suprimir" repetidament per a si mateix mentre escriu al Death Note, com a referència directa a aquells que ell selecciona per eliminar.
Quan rep el segon Death Note amb instruccions sobre com utilitzar-lo, no dubta ni un moment abans de reduir la seva vida a la meitat a canvi dels ulls d'en Ryuk, per tal que "pot servir millor a Kira". Aleshores comença a executar criminals a un ritme impressionant, però també a eliminar aquells que, com Demegawa, van explotar la imatge de Kira per a un benefici personal. Ja no pot contactar amb Light, decideix trobar un nou portaveu en la figura de Kiyomi Takada, una locutora de televisió que havia conegut en un programa de tertúlies, que també compartia els ideals de Kira. Light aconsegueix contactar amb Mikami precisament gràcies a en Takada i d'aquesta manera corregeix la deriva extremista que estava prenent en Mikami. Mikami esdevé una figura indispensable per a Light i una part integral del pla per derrotar a Near, actuant com un esquí: un mes abans del cara a cara entre els dos rivals, Mikami, sota ordres de Yagami, comença a utilitzar un quadern fals, que després deixaria que el col·laborador de Near, Gevanni, la robara i la manipularia perquè cregués que havia manipulat l'original. D'aquesta manera en Mikami hauria conservat el quadern real, amb el qual després hauria eliminat a Near i als membres de l'SPK tan bon punt haguessin sortit al descobert. Afortunadament Near també s'apodera de la llibreta real i atrapa el magistrat en l'acte d'escriure el seu nom. A l'anime, en Mikami se suïcida esquinçant-se amb una ploma després de la seva detenció, distreint així els agents i donant a Light l'oportunitat d'escapar del cobert; al manga, en canvi, nega a Kira, reconeixent-lo com un ésser humà normal i no ofereix cap resistència. Deu dies després, mentre estava a la presó, es torna boig i mor en circumstàncies poc clares (a les últimes pàgines del manga s'insinua que podria haver estat Near qui el va matar, escrivint el seu nom a la llibreta abans de destruir-lo). Té la veu en japonès per i en català per

## Altres personatges

### Sachiko Yagami
Veu: Ai Satou  (japonès), Azucena Díaz (català)
Sachiko Yagami (夜神幸子, Yagami Sachiko) és la mare de Light i l'esposa de Soichiro. Té un paper menor a la història i ignora completament les sospites criminals sobre Light.

### Sayu Yagami
Veu: Haruka Kudō  (japonès), Carmen Ambrós (català)
Sayu Yagami (夜神粧裕, Yagami Sayu) és la germana petita de Light. És segrestada per Mello per obtenir el Death Note en poder de L per xantatge, mitjançant un pla criminal d'escala internacional. Matsuda està enamorada d'ella. En la seva última aparició es mostra durant la celebració de la majoria d'edat durant les celebracions d'Any Nou.

### Kurou Otoharada
Kurou Otoharada (音原田 九郎, Otoharada Kurō) és el primer criminal que Light mata. El nom d'Otoharada s'anuncia a la televisió mentre té vuit ostatges en una escola bressol. Com que aquest incident només es va informar a la televisió local, va ajudar a L a reduir el parador de Kira.

### Lind L. Tailor
Veu: Yukitoshi Tokumoto  (japonès), Cesc Martínez (català)
Lind L. Tailor (リンド・L・テイラー, Rindo Eru Teirā) és un delinqüent condemnat que espera al corredor de la mort per un delicte capital no especificat; aquesta informació es va mantenir en secret lluny del públic. L posa Tailor com el seu esquí a la televisió a canvi de ser indultat pel govern. La televisió afirma que l'emissió és mundial i que les declaracions de Tailor s'estan traduint al japonès. Després que Tailor digui que és "L", llegeix una declaració que afirma que Kira és dolenta. Light, amb ràbia, mata a Tailor amb un atac de cor. L'autèntic L anuncia que Tailor era un esquinç, un criminal en el corredor de la mort, i descobreix que Kira no pot matar l'autèntic L sense haver vist la seva cara, i que Kira és a Kanto, ja que aquesta era l'única zona on l'aparició es va emetre realment.

### Rod Ross
Veu: Masaki Aizawa  (japonès), Enric Arquimbau (català)
Rod Ross (ロッド・ロス, Roddo Rosu), el nom real del qual és Dwhite Gordon (ドワイト・ゴードン, Dowaito Gōdon), és el cap de la màfia. Ross segueix les ordres de Mello. Com es coneix fàcilment el seu nom, Light el mata.